# Median
In der Statistik ist der Median (Plural Mediane) – auch Zentralwert genannt – ein Mittelwert und Lageparameter. Der Median der Messwerte einer Urliste ist derjenige Messwert, der genau „in der Mitte“ steht, wenn man die Messwerte der Größe nach sortiert. Beispielsweise ist für die ungeordnete Urliste 4, 1, 37, 2, 1 der Messwert 2 der Median, der in der Mitte stehende Wert der geordneten Urliste 1, 1, 2, 4, 37.
Im Allgemeinen teilt ein Median einen Datensatz, eine Stichprobe oder eine Verteilung so in zwei gleich große Teile, dass die Werte in der einen Hälfte nicht größer als der Median sind und in der anderen nicht kleiner.

## Beschreibung
Der Median teilt eine Liste von Werten in zwei Hälften. Er kann auf folgende Weise bestimmt werden:
- Alle Werte werden (aufsteigend) geordnet.
- Wenn die Anzahl der Werte ungerade ist, ist die mittlere Zahl der Median.
- Wenn die Anzahl der Werte gerade ist, wird der Median meist als arithmetisches Mittel der beiden mittleren Zahlen definiert, die dann Unter- und Obermedian heißen.

Eine wichtige Eigenschaft des Medians ist die Robustheit gegenüber Ausreißern.
- Beispiel: Sieben unsortierte Messwerte 4, 1, 15, 2, 4, 5, 4 werden nach Größe sortiert: 1, 2, 4, 4, 4, 5, 15; Der Median ist der Wert an der mittleren Stelle, also 4. Wenn im Beispiel durch einen Fehler eine 4 durch 46 ersetzt würde, änderte der Median sich nicht: 1, 2, 4, 4, 5, 15, 46. Das arithmetische Mittel hingegen spränge von 5 auf 11.

## Vergleich mit anderen Maßen der zentralen Tendenz

Vergleich zwischen Modus, Median und „Mittel“ (eigentlich: Erwartungswert) zweier Log-Normalverteilungen mit Median 1

Der Median ist ein spezielles Quantil, nämlich das 1⁄2-Quantil. Andere wichtige Lagemaße sind das arithmetische Mittel und der Modus.
Im Vergleich zum arithmetischen Mittel, oft Durchschnitt genannt, ist der Median robuster gegenüber Ausreißern (extrem abweichenden Werten) und lässt sich auch auf ordinal skalierte Variablen anwenden. Der Begriff Median (von lateinisch medianus ‚in der Mitte befindlich‘, ‚der Mittlere‘) entstammt der Geometrie, wo er ebenfalls eine Grenze zwischen zwei Hälften gleicher Größe bezeichnet.

## Median und arithmetisches Mittel: anschauliches Beispiel
In einer Gruppe von zehn Personen haben alle Personen Monatseinkommen in unterschiedlicher Höhe. Eine Person erhält 1.000.000 €, die übrigen neun bekommen 1.000 €, 2.000 €, 3.000 € usw. bis 9.000 €.
Das arithmetische Mittel, der „Durchschnitt“ – das Monatseinkommen jeder der zehn Personen bei gleichmäßiger Aufteilung der Summe aller Einkommen auf sie –, beträgt in diesem Falle 104.500 €. Allerdings verdient nur eine der zehn Personen mehr als diesen Betrag, die neun anderen deutlich weniger.
Der Median dagegen ist 5.500 €. Fünf Personen verdienen mehr als das, fünf Personen weniger.

## Anwendungsbereiche

Der Median dieses Notenspiegels ist 3−. Etwas weniger als die Hälfte der Ergebnisse ist schlechter; durch Hinzunahme der Notenstufe 3− selbst wird die Hälfte gerade überschritten.

Im Gegensatz zum arithmetischen Mittel kann der Median auch für ordinal skalierte Variablen wie beispielsweise Notenstufen, bei denen es keinen quantitativen Abstand gibt, verwendet werden. Aber auch bei intervall- und verhältnisskalierten Daten kann der Median herangezogen werden und hat dann Nachteile und Vorteile gegenüber dem  arithmetischen Mittel als Lagemaß.

Für lediglich nominal skalierte Variablen, deren Ausprägungen keine natürliche Rangfolge aufweisen, wie zum Beispiel eine Variable Geburtsland, kann der Median nicht angewendet werden. Hier ist der Modalwert das einzige Lagemaß, das festgestellt werden kann.
Der Median wird in der Statistik und der Wahrscheinlichkeitstheorie in drei unterschiedlichen Bedeutungen angewendet:
1. als Lagemaß der deskriptiven Statistik zur Beschreibung einer konkreten Liste von Stichprobenwerten.
2. in der Wahrscheinlichkeitstheorie als Median einer Wahrscheinlichkeitsverteilung oder einer Zufallsvariablen. Hier stellt der Median eine Alternative zum Erwartungswert für die Angabe eines „mittleren Werts“ dar.
3. in der mathematischen Statistik als Median einer Zufallsstichprobe zur robusten Schätzung unbekannter Verteilungen.

## Median einer Stichprobe
Ein Wert {\displaystyle m} ist Median einer Stichprobe, wenn mindestens die Hälfte der Stichprobenelemente nicht größer als {\displaystyle m} und mindestens die Hälfte nicht kleiner als {\displaystyle m} ist.
Sortiert man die Beobachtungswerte der Größe nach, das heißt, geht man zur nach dem Rang geordneten Stichprobe über, so ist der Median bei einer ungeraden Anzahl von Beobachtungen der Wert der in der Mitte dieser Folge liegenden Beobachtung. Bei einer geraden Anzahl von Beobachtungen gibt es kein einzelnes mittleres Element, sondern zwei. Hier sind die Werte der beiden mittleren Beobachtungen sowie alle Werte dazwischen (obwohl diese möglicherweise bei keiner Beobachtung aufgetreten sind) Mediane der Stichprobe, da für alle diese Werte obige Bedingung zutrifft.
Bei kardinal skalierten Messgrößen (wenn es also sinnvoll möglich ist, die Differenz von Messwerten zu berechnen) verwendet man im Falle einer geraden Anzahl Beobachtungen meist das arithmetische Mittel der beiden mittleren Beobachtungswerte. Der Median {\displaystyle {\tilde {x}}} einer geordneten Stichprobe {\displaystyle (x_{1},x_{2},\dotsc ,x_{n})} von {\displaystyle n} Messwerten ist dann also
{\displaystyle {\tilde {x}}={\begin{cases}x_{m+1}&{\text{ für ungerades n = 2m+1}}\\{\frac {1}{2}}(x_{m}+x_{m+1})&{\text{ für gerades n = 2m}}\end{cases}}}
Diese Definition hat den Vorteil, dass bei Stichproben aus symmetrischen Verteilungen das arithmetische Mittel und der Median im Erwartungswert identisch sind.

### Ober- und Untermedian
Oft möchte man sicherstellen, dass der Median ein Element der Stichprobe ist. In diesem Fall wird alternativ zu obiger Definition bei einer geraden Anzahl {\displaystyle n=2m} von Elementen entweder der Untermedian {\displaystyle {\tilde {x}}_{u}=x_{m}} oder der Obermedian {\displaystyle {\tilde {x}}_{o}=x_{m+1}} als Median gewählt. Im Falle einer ungeraden Anzahl {\displaystyle n=2m+1} der Beobachtungen gilt natürlich wie oben {\displaystyle {\tilde {x}}={\tilde {x}}_{u}={\tilde {x}}_{o}=x_{m+1}}.
Mithilfe von Gauß-Klammern lassen sich die Indizes auch relativ kompakt durch {\displaystyle n} selbst ausdrücken:
{\displaystyle {\tilde {x}}_{u}=x_{\left\lfloor {\frac {n+1}{2}}\right\rfloor }}
{\displaystyle {\tilde {x}}_{o}=x_{\left\lceil {\frac {n+1}{2}}\right\rceil }}
Diese Medianbestimmung spielt beispielsweise bei Datenbanksystemen eine große Rolle, wie z. B. bei SELECT-Abfragen mittels des Medians der Mediane.

### Eigenschaften
Der Median {\displaystyle {\tilde {x}}}, und im Fall einer geraden Anzahl von Messwerten alle Werte {\displaystyle {\tilde {x}}} mit {\displaystyle {\tilde {x}}_{u}\leq {\tilde {x}}\leq {\tilde {x}}_{o}}, minimieren die Summe der absoluten Abweichungen, das heißt, für alle {\displaystyle x} gilt
{\displaystyle \sum _{i=1}^{n}|{\tilde {x}}-x_{i}|\leq \sum _{i=1}^{n}|x-x_{i}|.}
Der Median ist Grundlage der Methode der kleinsten absoluten Abweichungen und Verfahren der robusten Regression. Das arithmetische Mittel dagegen minimiert die Summe der Abweichungsquadrate, ist Grundlage der Methode der kleinsten Quadrate und der Regressionsanalyse und ist mathematisch leichter zu handhaben, jedoch nicht robust gegen Ausreißer.
Der Median kann, wie oben beschrieben, algorithmisch bestimmt werden, indem die Messwerte sortiert werden. Das ist im Allgemeinen mit Aufwand {\displaystyle \Omega (n\log n)} verbunden, nur auf speziellen Klassen von Eingabedaten ist {\displaystyle {\mathcal {O}}(n)} möglich (siehe Sortieralgorithmus). Es gibt aber auch Algorithmen zur Quantilsbestimmung mit linearem Worst-Case-Aufwand {\displaystyle {\mathcal {O}}(n)} sowie Algorithmen zur Abschätzung, beispielsweise die Cornish-Fisher-Methode.

### Median von gruppierten Daten

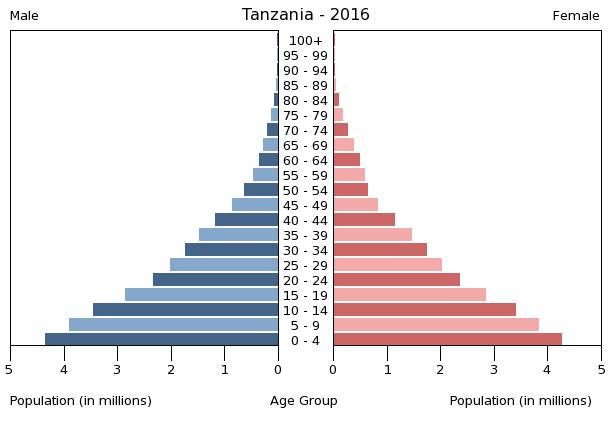
Bevölkerungspyramide Tansania 2016, der Median liegt bei geschätzt 18 Jahren

Vor allem in den Sozialwissenschaften wird bei Statistiken häufig der Median geschätzt, da nicht alle Daten explizit und exakt gegeben sind, sondern nur in Intervallen gruppiert vorliegen. So wird beispielsweise bei Umfragen selten nach dem exakten Gehalt gefragt, sondern nur nach der Einkommensklasse, also dem Bereich, in dem das Gehalt liegt. Wenn nur die Häufigkeiten jeder Klasse bekannt sind, dann lässt sich der Median einer solchen Stichprobe im Allgemeinen nur näherungsweise bestimmen. Es seien {\displaystyle n} die Anzahl aller Daten, {\displaystyle n_{i}} die jeweilige Anzahl der Daten der {\displaystyle i}-ten Gruppe und {\displaystyle u_{i}} bzw. {\displaystyle o_{i}} die entsprechenden unteren bzw. oberen Intervallgrenzen.
Zunächst wird nun die mediane Klasse (oder mediane Gruppe) bestimmt, d. h., diejenige Gruppe, in die der Median (nach obiger, konventioneller Definition) hineinfällt, z. B. die {\displaystyle m}-te Gruppe. Die Zahl {\displaystyle m} ist dadurch bestimmt, dass {\displaystyle \textstyle \sum _{k=1}^{m-1}n_{k}<{\frac {n}{2}}}, aber {\displaystyle \textstyle \sum _{k=1}^{m}n_{k}\geq {\frac {n}{2}}} gilt. Wenn keine weiteren Angaben über die Verteilung der Daten gegeben sind, wird z. B. Gleichverteilung postuliert, sodass man sich der linearen Interpolation als Hilfsmittel bedienen kann, um eine Schätzung des Medians der gruppierten Daten zu erhalten:
{\displaystyle x_{\mathrm {med} }=u_{m}+{\frac {{\frac {n}{2}}-\sum \limits _{k=1}^{m-1}n_{k}}{n_{m}}}\cdot (o_{m}-u_{m})}
Wenn keine weiteren Angaben über die Verteilung der Daten gegeben sind, kann auch jede andere Verteilung außer der Gleichverteilung vorliegen und somit kann auch jeder andere Wert im {\displaystyle m}-ten Intervall der Median sein.
Im Gegensatz zur konventionellen Definition des Medians muss dieser nicht zwangsläufig ein Element aus der tatsächlichen Datenmenge sein, die in aller Regel auch gar nicht bekannt ist.

### Beispiel
Einkommen:
| Klasse ({\displaystyle i}) | Bereich ({\displaystyle u_{i}} bis {\displaystyle o_{i}}) | Gruppengröße ({\displaystyle n_{i}}) |
| -------------------------- | --------------------------------------------------------- | ------------------------------------ |
| 1                          | mind. 0, weniger als 1500                                 | 160                                  |
| 2                          | mind. 1500, weniger als 2500                              | 320                                  |
| 3                          | mind. 2500, weniger als 3500                              | 212                                  |

Man berechne
{\displaystyle {\frac {n}{2}}={\frac {212+320+160}{2}}={\frac {692}{2}}=346.}
Also liegt der Median in der 2. Klasse (d. h. {\displaystyle m=2}), da die erste Klasse nur 160 Elemente umfasst. Somit ergibt sich als Schätzung für den Median
{\displaystyle x_{\mathrm {med} }=1500+{\frac {346-160}{320}}\cdot (2500-1500)=2081{,}25.}
Da die konkrete Verteilung der Daten in den Intervallen unbekannt ist, kann auch jeder andere Wert im 2. Intervall der Median sein. Der beispielhaft errechnete Wert 2081,25 kann daher bis zu 581,25 zu groß und bis zu 418,75 zu klein sein, der Fehler der Schätzung also bis zu 28 % betragen.
Eine Veranschaulichung dieses Verfahrens zur Festlegung des Medians bei gruppierten Daten ist die grafische Ermittlung mit Hilfe der Summenkurve. Hier wird der Abszissenwert {\displaystyle x_{\mathrm {med} }} gesucht, der zum Ordinatenwert {\displaystyle {\tfrac {n}{2}}} gehört. Bei kleinerem und geradem {\displaystyle n} kann stattdessen auch der Ordinatenwert {\displaystyle {\tfrac {n}{2}}+1} gewählt werden.

## Andere Varianten
- Die Wohlfahrtsfunktion ist eine Alternative zum Median bei der Ermittlung des Masseneinkommens aus einer gegebenen Einkommensverteilung.
- Eine andere Möglichkeit als der Median, mit extremen Werten umzugehen, ist die Benutzung eines getrimmten Mittelwerts, den man ermittelt, indem man die kleinsten und größten Werte vor der Berechnung entfernt (typischerweise werden 5 % der Werte weggelassen).[2]
- Nach Butler[3] gibt es auch eine strengere Definition von Median (die weniger gebräuchlich ist), die sagt, der Median ist der Wert, für den gilt, die Zahl der kleineren Werte in der Reihe ist gleich der Zahl der größeren Werte in der Reihe. Für Spezialfälle wie 3, 3, 3, 3, 4 oder 1, 2, 3, 3, 3 gibt es ein Verfahren, mit dem man einen eindeutigen Median unter Beibehaltung der strengeren Definition berechnen kann.[4]